# 1131
1131 (MCXXXI) fue un año común comenzado en jueves del calendario juliano.

## Acontecimientos
- Reino de Galicia - Alfonso VII da la carta de población a Orense.
- Alfonso VII logra la rendición del castillo de Herrera de Pisuerga (Palencia) en poder de los seguidores del conde Pedro de Lara el cual había sido apresado en 1130 debido a sus intrigas y a los problemas que causaba en el reino.
- Entronización de Melisenda de Jerusalén y de Fulco de Jerusalén.

## Fallecimientos
- 21 de agosto: Balduino II, rey de Jerusalén.
- Gastón IV de Bearn, vizconde de Bearn y señor de Zaragoza.
- Esteban II, rey de Hungría.
- Ramón Berenguer III, conde de Barcelona.
- 4 de diciembre - Omar Jayyam, Matemático, astrónomo y poeta iraní.